# Пољана Лукаревина
Северозападно од Александровца, у месту Дренча у врху долине поточића, окружена воћњацима и виноградима по странама, налази се једна од најмањих жупских пољана – Лукаревина. У познатом винородном подручју Жупе александровачке налази се преко двадесет пољана.
Имена неких поменута су у рукописном препису студеничке златопечатне повеље из XVII века. Пољане лоциране ближе Александровцу као обласном центру Жупе стално су настањене, док су удаљене пољане задржале првобитну намену повремених станишта коришћених у време обраде винограда, бербе и прераде грожђа, складиштења и чувања вина. Поред вијугавог главног пољанског пута и једног његовог крака груписано је 22 слободно оријентисаних подрума насталих у периоду од средине XIX до почетка XX века. Да их је на том месту било и раније указују остаци затрпаних темеља. Грађени су као нетипизовани објекти, зависно од могућности власника, као приземне и спратне зграде са доксатима и без њих, искључиво каменом зиданих подрума и четвороводних кровова покривених ћерамидом, док је стамбени део од чатме, черпића или опеке, облепљене блатним и окреченим малтером. Мајстори већих и боље грађених подрума били су Црнотравци.
У ову целину су пренета два подрума, из Јежевице и Стањева, с намером да се ту реконструишу и у њих смести музеј виноградарства. Лукаревина је једна од 24. жупске пољане.
Опстанак целине је неизвестан и поред обављених конзерваторских радова на неким подрумима у периоду од 1981–1988.